# جيتنيفو
زهيتنيفو (بالروسية: Житнево) هي مدينة في مقاطعة موسكو أوبلاست في روسيا. يبلغ عدد سكانها حوالي 3229 نسمة.